# Abbaye Notre-Dame de Sept-Fontaines
Pour les articles homonymes, voir Sept Fontaines (homonymie).
L'abbaye Notre-Dame de Sept-Fontaines est une ancienne abbaye de l'ordre de Prémontré, à Fagnon, dans la Thiérache ardennaise, dans le diocèse de Reims. Elle fut fondée en 1129 par Hélie, seigneur de Mézières et reconstruite au XVIIe siècle. Vendue comme bien national, elle passa entre les mains de différents propriétaires avant d'être acquise par un industriel et transmise par héritage aux Vendroux, belle-famille de Charles de Gaulle. Celui-ci, jeune marié et jeune officier, y séjourna à plusieurs reprises. C'est aujourd'hui un hôtel-restaurant.

## Histoire
L'abbaye a été fondée en 1129 et prise en charge par des moines de Floreffe. Dévastée au cours des guerres de Religion et des conflits frontaliers, elle fut reconstruite par les prémontrés en 1698. À la suite de la Révolution de 1789 et de la vente des biens du clergé, la vente comme bien national de cette propriété commença le 4 avril 1791 par le mobilier et le contenu de la maison. Cette vente dura quatre jours. Puis, le 1er juin, furent vendus les objets de l'église. On peut retrouver certains d'entre eux dans les églises environnantes : Gespunsart, Saint-Marcel, Fagnon, etc. C'est en 1794 que Septfontaines connut son premier propriétaire privé, monsieur Presolles. Ce dernier fit démolir immédiatement l'église abbatiale. 
Le château devint ensuite la propriété du vicomte de Rémont et, plus tard, de ses descendants. Cette famille procéda à de nombreuses modifications : disparition du cloître, notamment, et disparition des deux ailes. Deux tours de trois étages furent construites de chaque côté du bâtiment. 
Le domaine fut vendu au début du XXe siècle à Alfred Corneau, un industriel, qui le transforma en une propriété de plaisance. À la mort d'Alfred Corneau, le château resté en indivision fut acheté par l'époux d'une de ses filles, Monsieur Forest puis transmis à la fille de ce couple, Marguerite Forest, épouse de Jacques Vendroux, armateur à Calais. La famille venait passer les vacances, en août, avec leurs quatre enfants : Jacques, Yvonne, Jean, et Suzanne. Un incendie détruisit partiellement le château en 1907, et la tourelle nord dut être reconstruite en 1908. Ce n'est qu'après la guerre 1914-1918, que Jacques Vendroux s'y installa puis légua le château à Jean Vendroux, frère de Jacques Vendroux et d'Yvonne de Gaulle.
Au début de la Première Guerre mondiale, le général Joffre installa son quartier général à Septfontaines mais il ne peut y rester que quelques jours, étant dans l'obligation de se replier. En septembre 1914, l'empereur Guillaume II s'installa à Charleville. C'est ainsi que le château de Septfontaines fut transformé en casino par Guillaume II durant la Grande Guerre. Le souverain allemand y venait tous les jours prendre le thé accompagné par les officiers supérieurs de sa suite (le Kronprinz, l'amiral von Tirpitz, le feld-maréchal Graf von Moltke …).
Charles de Gaulle et son épouse Yvonne y séjournèrent plusieurs fois, dans l'entre-deux-guerres. Le futur général s'y prêta à l'équitation, au croquet, au badminton, mais aussi, en automne, à la chasse. La propriété n'était pas uniquement un lieu d'agrément, c'était aussi une exploitation agricole, tenue par des fermiers,  avec ses champs, et ses vergers. La famille Vendroux quitta les lieux en mai 1940, le château étant très proche de la percée allemande sur la Meuse. En 1945, Jean Vendroux, récupéra l'édifice, en un piteux état. C'est ici que le beau-frère du général de Gaulle décéda, en 1956.
En mai 1978, avant d'entrer dans la maison de retraite des sœurs de l'Immaculée Conception à Paris, Yvonne de Gaulle, veuve depuis quelques années, fit un ultime pèlerinage en ce lieu, où vivait toujours sa belle-sœur Madeleine, veuve de Jean Vendroux. La propriété fut achetée vers 1985 par le prince de Mérode qui effectua la rénovation entière du château. Ainsi furent réalisés un hôtel-restaurant de prestige, le club house actuel, ainsi qu'un premier parcours de golf. 
Vendus au Crédit Agricole le château et ses 35 hectares furent rachetés ensuite, en 1997, par Michel Nicolle qui transforma le site en un établissement d'hôtellerie et de restauration gastronomique de luxe. 
Le château fait l’objet d’une inscription au titre des monuments historiques depuis le 12 juin 1980.
Fermé depuis fin 2014, le domaine des Sept Fontaines, avec son abbaye classée et son parcours de 18 trous, pourrait renaître sous une forme inédite. C’est le souhait de Frédéric François, son nouveau gérant, qui a réuni ces derniers mois, et dans la plus grande discrétion, une petite équipe autour de lui. Celle-ci est chargée d’élaborer un projet médico-social, destiné aux autistes, différent de tout ce qu’on a connu jusqu’ici à Fagnon.
Le 27 juillet 2024, l’abbaye est le joyau qui accueille la réception du mariage de Quentin Clarin - maire adjoint - et Mathilde Campagnie.

## Description

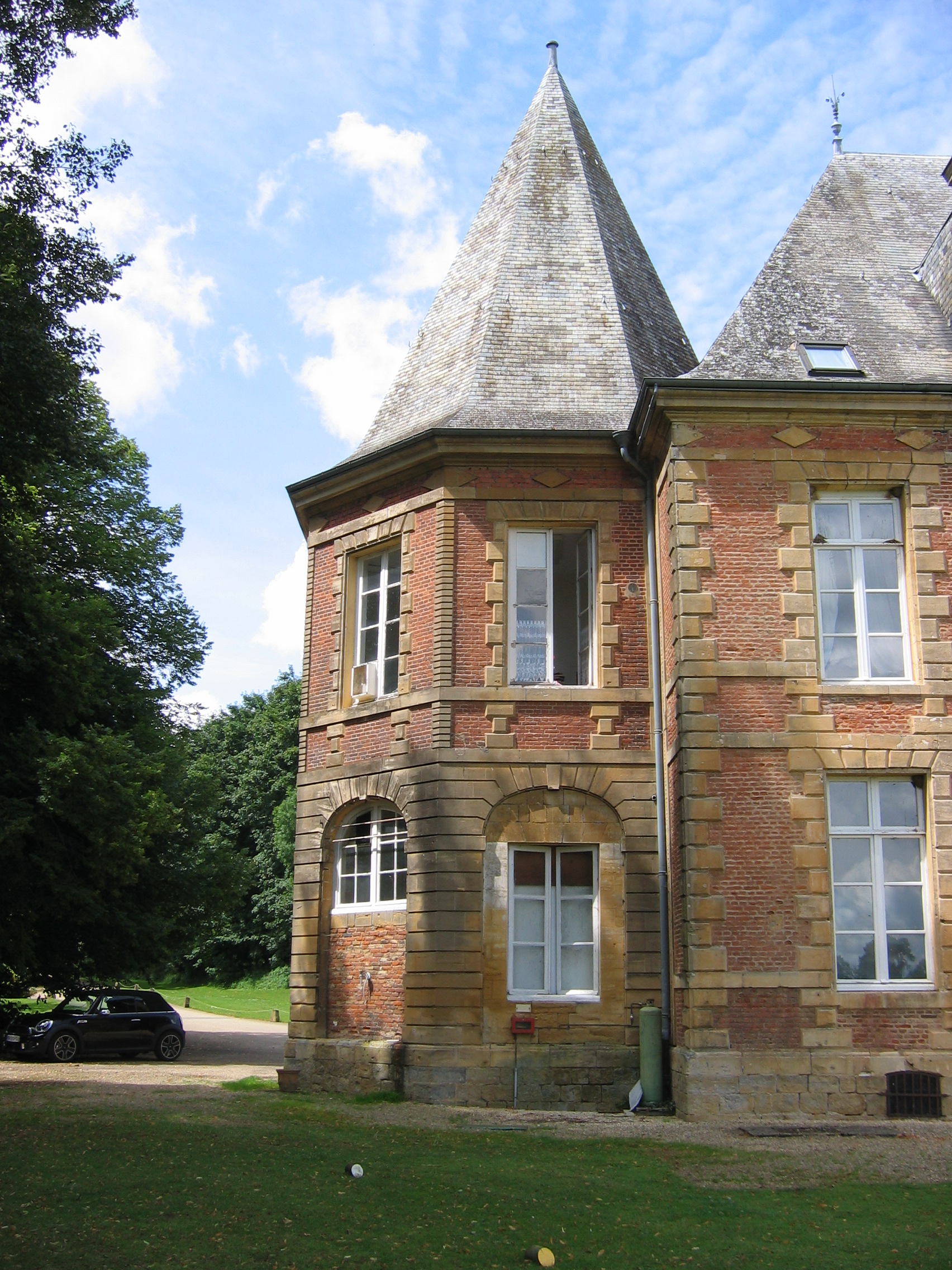
Tour hexagonale.

Le corps principal est une bâtisse de plus de 60 m de long, de style Louis XIII, en briques et en pierre. Il est constitué de deux étages complétés d'un toit en ardoise abritant des combles, avec une rangée de fenêtres en chien-assis. La travée centrale de ce bâtiment est souligné par un fronton.  Les pierres dessinent le contour des fenêtres, et, sous la corniche, court une succession de losanges, également en pierre. Ce corps de l'édifice est flanqué de deux tours, l'une circulaire et l'autre hexagonale, le tout au sommet d'un parc vallonné d'une soixantaine d'hectares, agrémenté d'arbres et de petits étangs.
Le parc abrite à présent un parcours de golf de neuf trous initialement, et aujourd'hui de dix-huit trous. 

## Les abbés
- Louis Du Four de Longuerue de 1674 à 1733.
- Jean-François Du Resnel du Bellay fut nommé abbé de cette abbaye en 1733 par le duc d'Orléans.

## Articles de journaux
- Christian Chardon, « Fagnon (ardennes) / Abbaye des Sept Fontaines Les birdies de Michel Nicolle », le journal L'Union,‎ 29 janvier 2012 (lire en ligne).
- Rédaction en ligne, « Ardennes : un centre pour autistes aux Sept Fontaines », L'Union,‎ 11 août 2016 (lire en ligne)